# Зубовка (Восточно-Казахстанская область)
Зубовка, Зубовск (каз. Зубов кенті) — посёлок (с 1973 года) в Алтайском районе Восточно-Казахстанской области Казахстана. Административный центр и единственный населённый пункт Зубовской поселковой администрации. Код КАТО — 634837100.

## Население
В 1999 году население посёлка составляло 2622 человека (1300 мужчин и 1322 женщины), в 2004 году — около 2300 человек. По данным переписи 2009 года, в посёлке проживало 2318 человек (1159 мужчин и 1159 женщин).
В 2021 году население в посёлке составляет 1474 человек (745 мужчин и 729 женщин). По данным переписи населения Казахстана (2021г.)

## Географическое положение
Находится в 7 км к северу от Зыряновска на левом берегу р. Бухтарма.

## Экономика
Основное назначения посёлка — обслуживание железнодорожной станции Зыряновск, находящейся в посёлке. Кроме того, в поселке расположен Зыряновский пивзавод, элеватор, нефтебаза.
В поселке работают 2 крестьянских хозяйства, 3 мельницы, 3 маслопресса, 2 крупорушки.
Зубовск является районом лесозаготовки, здесь расположены 7 пилорам, цех по переработке древесины и выпуску готовых столярных изделий.
Работают 8 ТОО, 2 производственных кооператива.

## Непроизводственная сфера
В поселке имеются средняя школа, фельдшерско-акушерский пункт, библиотека, 12 предприятий торговли, отделение связи, пост пожаротушения, участки «Казселезащита», «Казвторчермет».
На привокзальной площади находится автостанция и памятник павшим в Великой Отечественной войне.
- Станция Зыряновск
- Монумент воинской славы
- Элеватор